# Саїд Моллаеї
Саїд Моллаеї (перс. سعید ملایی, нар. 5 січня 1992) — колишній іранський та монгольський, а зараз азербайджанський дзюдоїст, срібний призер Олімпійських ігор 2020 року, чемпіон світу, призер чемпіонатів Азії та Азійських ігор.

## Спортивні результати на міжнародних змаганнях

### Виступи на Олімпійських іграх
| Змагання              | Місце проведення         | Вагова категорія | Місце       |
| --------------------- | ------------------------ | ---------------- | ----------- |
| Олімпійські ігри 2016 | Ріо-де-Жанейро, Бразилія | до 81 кг         | 1/16 фіналу |
| Олімпійські ігри 2020 | Токіо, Японія            | до 81 кг         | 2           |

### Виступи на Чемпіонатах світу
| Змагання                     | Місце проведення         | Вагова категорія | Місце       |
| ---------------------------- | ------------------------ | ---------------- | ----------- |
| Чемпіонат світу з дзюдо 2013 | Ріо-де-Жанейро, Бразилія | до 73 кг         | 1/16 фіналу |
| Чемпіонат світу з дзюдо 2015 | Астана, Казахстан        | до 81 кг         | 1/32 фіналу |
| Чемпіонат світу з дзюдо 2017 | Будапешт, Угорщина       | до 81 кг         | Бронза      |
| Чемпіонат світу з дзюдо 2018 | Баку, Азербайджан        | до 81 кг         | Золото      |
| Чемпіонат світу з дзюдо 2019 | Токіо, Японія            | до 81 кг         | 5 місце     |
| Чемпіонат світу з дзюдо 2021 | Будапешт, Угорщина       | до 81 кг         | 7 місце     |
| Чемпіонат світу з дзюдо 2022 | Ташкент, Узбекистан      | до 81 кг         | 5 місце     |

### Виступи на Азійських іграх
| Змагання           | Місце проведення       | Вагова категорія | Місце   |
| ------------------ | ---------------------- | ---------------- | ------- |
| Азійські ігри 2014 | Інчхон, Південна Корея | до 73 кг         | 2 раунд |
| Азійські ігри 2018 | Джакарта, Індонезія    | до 81 кг         | Срібло  |

### Виступи на Чемпіонатах Азії
| Змагання                    | Місце проведення    | Вагова категорія | Місце  |
| --------------------------- | ------------------- | ---------------- | ------ |
| Чемпіонат Азії з дзюдо 2013 | Бангкок, Таїланд    | до 73 кг         | 5      |
| Чемпіонат Азії з дзюдо 2015 | Ель-Кувейт, Кувейт  | до 81 кг         | Бронза |
| Чемпіонат Азії з дзюдо 2016 | Ташкент, Узбекистан | до 81 кг         | Бронза |
| Чемпіонат Азії з дзюдо 2017 | Гонконг             | до 81 кг         | Срібло |
| Чемпіонат Азії з дзюдо 2021 | Бішкек, Киргизстан  | до 81 кг         | Бронза |